# Trĩ trắng
Trĩ trắng (Danh pháp khoa học: Crossoptilon crossoptilon) là một loài chim trĩ trong họ Phasianidae phân bố ở vùng Đông Á và Đông Nam Á. Đây là một loài chim đẹp và quý hiếm trong nhiều loại chim trĩ song trĩ trắng có bộ lông đẹp hơn cả, đặc biệt là trĩ trống có khả năng đạp mái tần suất rất cao, có thể đạp nhiều mái trong vài phút.
Ở Việt Nam, đây là loài phân bố hẹp nên số lượng rất ít, chim trĩ trắng chủ yếu sống tại các khu vực miền bắc Việt Nam, ngoài gia còn có ở rừng quốc gia Cát Tiên (Lâm Đồng), khu bảo tồn U Minh Thượng (Kiên Giang), khu bảo tồn thiên nhiên Phong Điền (Thừa Thiên Huế). Trong lịch sử, trĩ trắng là sản vật cống phẩm của nước Việt Nam thời cổ cho các vương triều Trung Quốc. 

## Đặc điểm
Chim trống trưởng thành có thể nặng tới 1,5–2 kg, lông đuôi có thể đạt 0,4 – 0,6m, tùy theo chế độ chăm sóc và mật độ nuôi thả. Chim mái có kích thước nhỏ hơn chim trống và đuôi ngắn hơn, trọng lượng bình quân của một chim mái trưởng thành khoảng 0,7–1,3 kg. Trĩ trắng có đuôi dài và nhỏ, chúng có màu sắc tuyệt đẹp và chất lượng lông tuyệt vời. Bề ngoài chúng có bộ lông trắng muốt và sáng, khuôn mặt của chúng có lớp da màu đỏ rực.

## Sinh sản
Không chỉ có màu sắc tuyệt đẹp và chất lượng lông tuyệt vời, chim trĩ trắng trống còn có khả năng giao phối mạnh trong các loài chim, khi một con chim trĩ trống có thể đạp 3 chim mái 4 lần trong chưa đầy 5 phút. Trong môi trường tự nhiên một chim trĩ đực thường quản lý và giao phối với rất nhiều chim mái. Với bản tính rất hăng về dục vọng, một chim trĩ trống có thể đạp liên hồi nhiều chim trĩ mái trong một thời gian ngắn, có những thời điểm chỉ trong thời gian chưa đầy 5 phút một chim trĩ đực đã đạp liên hồi tới 4 lần/3 chim mái.
Với tốc độ và sự uy hiếp rất mạnh đối phương nên việc nuôi ghép 1 trĩ đực và 1 chim mái để sinh sản là điều tối kỵ vì khiến chim mái sẽ thường xuyên rơi vào trạng thái hoảng loạn, bị dập trứng, hoặc lồi zoong (tuột hậu môn) đôi khi có vấn đề về tâm, sinh lý ảnh hưởng nghiêm trọng đến thế hệ chim mới sinh ra. việc nuôi với tỷ lệ chim trĩ trắng mái quá nhiều cũng không tốt cho chim trống và chất lượng phôi trứng, đàn chim bố mẹ sinh sản theo tỷ lệ 1 trống với 3 mái. Một năm chúng cũng có thể cho năng suất từ 80-120 trứng. 

## Trong lịch sử
Sử Trung Quốc cho biết, khi Chu Công nhiếp chính người nước Việt Thường đi bằng ba con voi đến dâng chim trĩ trắng cho Chu Thành vương Theo sách Việt sử lược vào thời Chu Thành vương bộ lạc Việt Thường thị cho người đến dâng chim trĩ trắng. Theo "Tư trị thông giám cương mục" thì vào năm thứ sáu kể từ khi Chu Thành vương lên ngôi, tức là năm Tân Mão, người nước Việt Thường thị đến dâng chim trĩ trắng Khâm định Việt sử thông giám cương mục cũng có nói tới chuyện người Việt Thường thị dâng chim trĩ cho nhà Chu, nội dung hoàn toàn giống với chuyện kể trong "Tư trị thông giám cương mục".
"Hậu Hán thư" (後漢書), quyển 86, Nam Man Tây Nam Di liệt truyện đệ thất thập lục (南蠻西南夷列傳第七十六) có đoạn nói rằng Chu Công nhiếp chính năm thứ 6 sứ giả nước Việt Thường ở phía nam Giao Chỉ (交阯) dâng chim trĩ trắng (白雉 bạch trĩ) cho Chu Công. "Hậu Hán thư" viết là "Việt Thường dĩ tam tượng trùng dịch nhi hiến bạch trĩ" 越裳以三象重譯而獻白雉. "Việt sử lược", quyển thượng (卷上), Quốc sơ duyên cách (國初沿革) thuật gọn trong một câu: Việt Thường Thị mới đem dâng chim trĩ trắng. "Đại Việt sử ký toàn thư", Ngoại kỷ (外紀), quyển 1, Hồng Bàng thị kỷ, Hùng vương ghi cụ thể hơn: Nước Việt ta lần đầu sang thăm nhà Chu (không rõ vào đời Hùng Vương thứ mấy), xưng là Việt Thường thị, hiến chim trĩ trắng. "Khâm định Việt sử thông giám cương mục", Tiền biên, quyển 1 ghi cụ thể nhất về sự kiện này: Phía Nam bộ Giao Chỉ có Việt Thường thị qua ba lần sứ dịch, sang dâng chim trĩ trắng.